# Sibiu-Hermannsstadt
Sibiu-Hermannsstadt este un film românesc din 1999 regizat de Paul Barbăneagră, Dumitru Budrală.

## Distribuție
Distribuția filmului este alcătuită din:
- Ion Caramitru — voce comentariu